# Негенборн
Негенборн (нім. Negenborn) — громада в Німеччині, розташована в землі Нижня Саксонія. Входить до складу району Гольцмінден. Складова частина об'єднання громад Беферн.
Площа — 9,87 км2. Населення становить 667 ос. (станом на 31 грудня 2021).